# Un señor muy viejo con unas alas enormes (película)
Un señor muy viejo con unas alas enormes es una película cubana dramática-de fantasía de 1988 escrita y dirigida por Fernando Birri. Está basada en el cuento homónimo de 1955 del colombiano Gabriel García Márquez. Por esta película su director fue nominado al León de Oro en 1988[cita requerida].

## Reparto
- Daisy Granados ... Elisenda
- Asdrúbal Meléndez ... Pelayo
- Luis Alberto Ramírez ... Padre Gonzaga
- Adolfo Llauradó
- Márcia Barreto ... Mujer araña
- Fernando Birri ... Ángel viejo
- Silvia Planas ... Eulalia
- María Luisa Mayor
- Parmenia Silva